# Vilcabamba
Vilcabamba (kečua. Willkapampa, španj. Espíritu Pampa), grad na području današnjeg Perua koji je u prašumi utemeljio sapa Inka Manco Capac II. 1539. godine, nakon što se pobunio protiv španjolskih konkvistadora. Grad je postao prijestolnica Kasnog carstva Inka, posljednjeg neovisnog dijela nekadašnjeg Carstva Inka koje se održalo do 1572. godine kada je grad razoren i završena pobuna Inka.5
Grad je bio smješten na rijeci Chontabamba, pritoku rijeke Urubambe i danas se arheološko nalazište naziva Stara Vilcabamba, kako bi se razlikovalo od španjolskog kolonijalnog grada Vilcabamba la Nueva.

## Vanjske poveznice
|  | Zajednički poslužitelj ima još gradiva o temi Vilcabamba |